# George Lyttelton, IV barone Lyttelton
George William Lyttelton, IV barone Lyttelton (Londra, 31 marzo 1817 – Londra, 19 aprile 1876), è stato un nobile e politico inglese.

## Biografia
Era il primo figlio maschio di William Lyttelton, III barone Lyttelton, e di sua moglie, Lady Sarah Spencer, figlia di George Spencer, II conte Spencer. Studiò a Eton College e al Trinity College di Cambridge.

## Carriera
Egli succedette al padre come quarto barone Lyttelton nel 1837 e prese il suo posto nella Camera dei lord al suo 21º compleanno, un anno dopo.
Nel gennaio 1846 è stato nominato Sottosegretario di Stato per la Guerra e le Colonie nel governo conservatore di Sir Robert Peel, incarico che ha ricoperto fino alla caduta del governo, nel giugno dello stesso anno. Lyttelton è stato anche Lord Luogotenente di Worcestershire (1839-1876) e il primo presidente di Birmingham e Midland Institute nel 1854. Inoltre, ha fondato la regione di Canterbury, Nuova Zelanda, con coloni anglicani. Il porto di Canterbury porta il suo nome. È stato presidente della English Chess Federation al momento della controversia Staunton-Morphy nel 1858.

## Matrimoni

### Primo matrimonio
Sposò, il 25 luglio 1839, Mary Glynne, figlia di Sir Stephen Glynne, VIII Baronetto ed Mary Griffin, cognata di William Ewart Gladstone. Ebbero dodici figli:
- Lady Meriel Sarah (1840-1925) sposò John Gilbert Talbot, ebbero dieci figli;
- Lady Lucy Caroline (1841-1925) sposò Lord Frederick Cavendish, non ebbero figli;
- Charles Lyttelton, VIII visconte Cobham (1842-1922);
- Lord Albert Viktor (1844-1928);
- Lord Neville Gerald (1845-1931), sposò Katherine Sarah Wortley, ebbero tre figlie;
- Lord George William Spencer (1847-1913);
- Lady Lavinia (1849-1939) sposò Edward Stuart Talbot, ebbero cinque figli;
- Lord Arthur (1852-1903), sposò Kathleen Mary Clive, ebbero tre figli;
- Lord Robert Henry (1854-1939), sposò in prime nozze Edith Santley, sposò in seconde nozze Oliva Clarke, non ebbe figlia da entrambi i matrimoni;
- Lord Edward (1855-1942), sposò Caroline Amy West, ebbero due figli;
- Lord Alfred (1857-1913), sposò in prime nozze Octavia Tennant, ebbero un figlio, sposò in seconde nozze Edith Sophy Balfour, ebbero tre figli;
- Lady Mary Catherine Lyttelton (1857-21 marzo 1875).

### Secondo matrimonio
Sposò, il 10 giugno 1869, Sybella Harriet Clive, figlia di George Clive e Anne Farquhar. Ebbero tre figlie:
- Lady Sarah Kathleen Lyttelton (12 maggio 1870-1º ottobre 1942), sposò John Bailey, non ebbero figli;
- Lady Sybil Lyttelton (17 febbraio 1873-2 ottobre 1934), sposò Sir Lionel Cust, ebbero un figlio;
- Lady Hester Margaret Lyttelton (26 dicembre 1874-26 marzo 1958), sposò il reverendo Cyril Alington, ebbero tre figli.

## Morte
Si suicidò il 19 aprile 1876, a 59 anni, gettandosi giù per le scale nella sua casa di Londra.

## Ascendenza
|                                         |                               |                                   | Genitori                      |  |  | Nonni |  |  | Bisnonni                       |  |  | Trisnonni                        |  |
|                                         |                               |                                   |                               |  |  |       |  |  | Thomas Lyttelton, IV baronetto |  |  | Charles Lyttelton, III baronetto |  |
|                                         |                               |                                   |                               |  |  |       |  |  | Thomas Lyttelton, IV baronetto |  |  | Charles Lyttelton, III baronetto |  |
|                                         |                               | Anne Temple                       |                               |  |  |       |  |  | Thomas Lyttelton, IV baronetto |  |  |                                  |  |
| William Lyttelton, I barone Lyttelton   |                               |                                   |                               |  |  |       |  |  | Thomas Lyttelton, IV baronetto |  |  |                                  |  |
|                                         |                               | Christian Temple                  | Richard Temple, III baronetto |  |  |       |  |  |                                |  |  |                                  |  |
|                                         |                               | Christian Temple                  | Richard Temple, III baronetto |  |  |       |  |  |                                |  |  |                                  |  |
|                                         |                               | Christian Temple                  | Mary Knapp                    |  |  |       |  |  |                                |  |  |                                  |  |
| William Lyttelton, III barone Lyttelton |                               | Christian Temple                  |                               |  |  |       |  |  |                                |  |  |                                  |  |
|                                         |                               | John Bristow                      | Robert Bristow                |  |  |       |  |  |                                |  |  |                                  |  |
|                                         |                               | John Bristow                      | Robert Bristow                |  |  |       |  |  |                                |  |  |                                  |  |
|                                         |                               | John Bristow                      | Catherine Woolley             |  |  |       |  |  |                                |  |  |                                  |  |
| Caroline Bristow                        |                               | John Bristow                      |                               |  |  |       |  |  |                                |  |  |                                  |  |
|                                         |                               | Anne Judith Foisin                | Paul Foisin                   |  |  |       |  |  |                                |  |  |                                  |  |
|                                         |                               | Anne Judith Foisin                | Paul Foisin                   |  |  |       |  |  |                                |  |  |                                  |  |
|                                         |                               | Anne Judith Foisin                | Louisa Girardot               |  |  |       |  |  |                                |  |  |                                  |  |
| George Lyttelton, IV barone Lyttelton   |                               | Anne Judith Foisin                |                               |  |  |       |  |  |                                |  |  |                                  |  |
|                                         | John Spencer, I conte Spencer | John Spencer                      |                               |  |  |       |  |  |                                |  |  |                                  |  |
|                                         | John Spencer, I conte Spencer | John Spencer                      |                               |  |  |       |  |  |                                |  |  |                                  |  |
|                                         | John Spencer, I conte Spencer | Georgiana Caroline Carteret       |                               |  |  |       |  |  |                                |  |  |                                  |  |
| George Spencer, II conte Spencer        | John Spencer, I conte Spencer |                                   |                               |  |  |       |  |  |                                |  |  |                                  |  |
|                                         |                               | Margaret Poyntz                   | Stephen Poyntz                |  |  |       |  |  |                                |  |  |                                  |  |
|                                         |                               | Margaret Poyntz                   | Stephen Poyntz                |  |  |       |  |  |                                |  |  |                                  |  |
|                                         |                               | Margaret Poyntz                   | Anna Maria Mordaunt           |  |  |       |  |  |                                |  |  |                                  |  |
| Sarah Spencer                           |                               | Margaret Poyntz                   |                               |  |  |       |  |  |                                |  |  |                                  |  |
|                                         |                               | Charles Bingham, I conte di Lucan | John Bingham, V baronetto     |  |  |       |  |  |                                |  |  |                                  |  |
|                                         |                               | Charles Bingham, I conte di Lucan | John Bingham, V baronetto     |  |  |       |  |  |                                |  |  |                                  |  |
|                                         |                               | Charles Bingham, I conte di Lucan | Anne Vesey                    |  |  |       |  |  |                                |  |  |                                  |  |
| Lavinia Bingham                         |                               | Charles Bingham, I conte di Lucan |                               |  |  |       |  |  |                                |  |  |                                  |  |
|                                         |                               | Margaret Smith                    | James Smith                   |  |  |       |  |  |                                |  |  |                                  |  |
|                                         |                               | Margaret Smith                    | James Smith                   |  |  |       |  |  |                                |  |  |                                  |  |
|                                         |                               | Margaret Smith                    | Grace Dyke                    |  |  |       |  |  |                                |  |  |                                  |  |
|                                         |                               | Margaret Smith                    |                               |  |  |       |  |  |                                |  |  |                                  |  |